# David Salomon Rapin de Thoiras
David Salomon Rapin de Thoiras, häufig auch nur David Salomon Rapin (* 1712 in Payerne; † nach 1762) war als preußischer Oberst zuletzt Chef des Freibataillon F 6.

## Leben

### Herkunft und Familie
Rapin stammte aus einer französischsprachigen, reformierten, schweizerischen Familie. Eine Verwandtschaft zum Historiker Paul Rapin de Thoyras (1661–1725) wurde unterstellt. Über eine Ehe oder Nachkommen ist nichts bekannt.

### Werdegang
Rapin wurde 1736 in Wesel mit Wilhelm Otto Friedrich von Quadt (* 7. Juli 1717; † 1. Juli 1785) bekannt. Er wurde 1739 Hofmeister auf dessen Grand Tour.
1740 begann er seine Offizierslaufbahn, zunächst in französischen, dann in niederländischen und schließlich in preußischen Diensten. Als Hauptmann hatte er 1756 in den Niederlanden seinen Abschied erhalten. Hiernach war er 1757 preußischer Oberstleutnant und Generalpolizeimeister der Armee. Zu dieser Zeit hatte er sich auch König Georg II. als Werber empfohlen. 1758 errichtete er in Magdeburg aus französischen Deserteuren und Kriegsgefangenen ein Freibataillon mit der Stärke von 820 Mann auf und befehligte dieses im Rang eines Obersts. Bereits 1759 übernahm Wilhelm Adolph von Lüderitz als sein Nachfolger das Freibataillon „Rapin“. Über die Gründe des schnellen Ausscheidens wurde schon damals spekuliert, sie bleiben bis heute Dunkel. Ein Zerwürfnis mit dem König kann wohl ausgeschlossen werden.
Er begab sich zur Alliierten Armee unter General Georg Ludwig von Schleswig-Holstein-Gottorf und ist so vermutlich mit diesem auch in russische Dienste übergetreten. Er empfahl sich Katharina der Großen als Werber von 2000 Mann, um aus diesen eine Landmiliz bei den Wolgadeutschen zu schaffen. Die Kaiserin lehnte jedoch ab, da sie Kolonisten und keine Soldaten brauche.